# Крокет

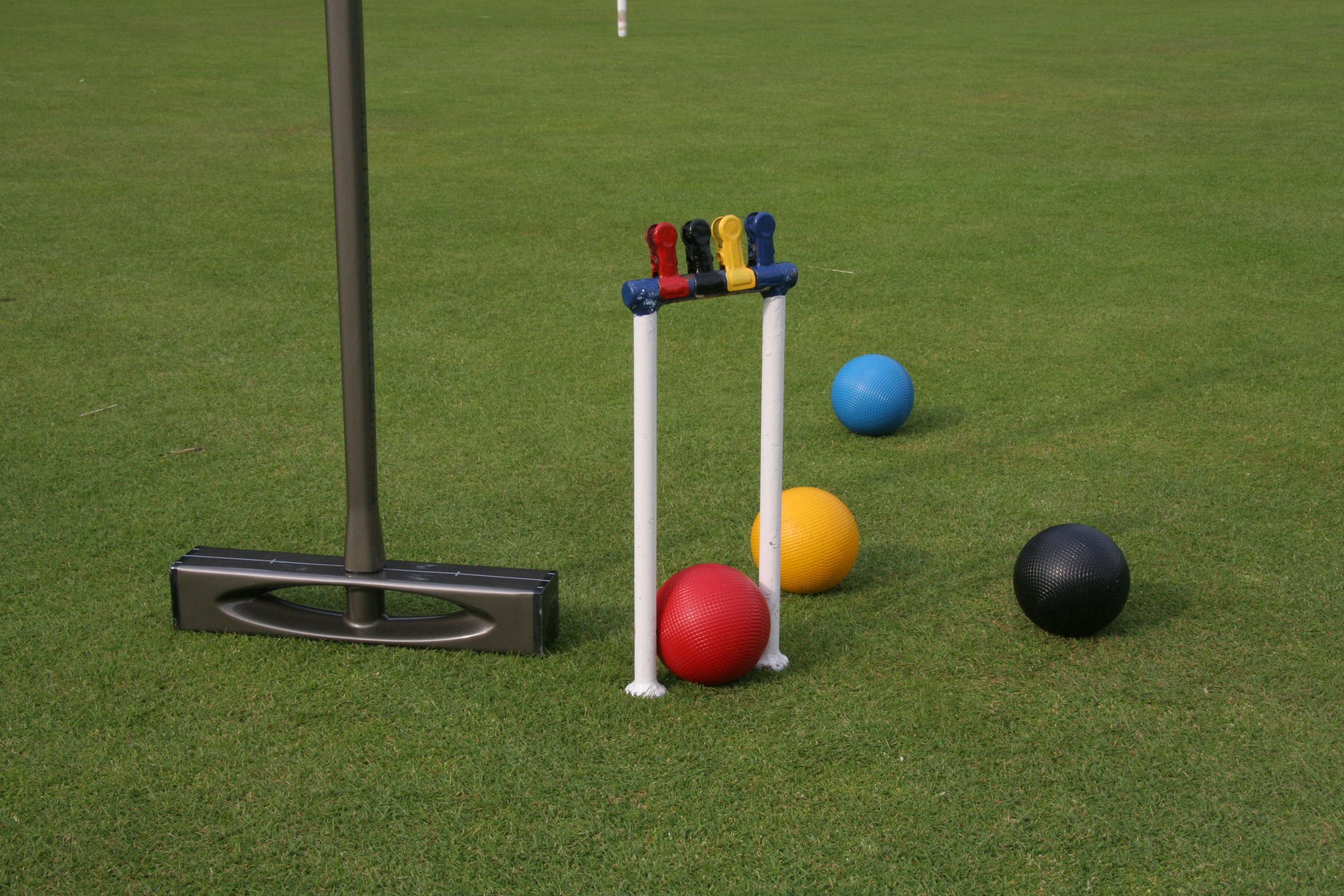
Сучасне крокетне обладнання

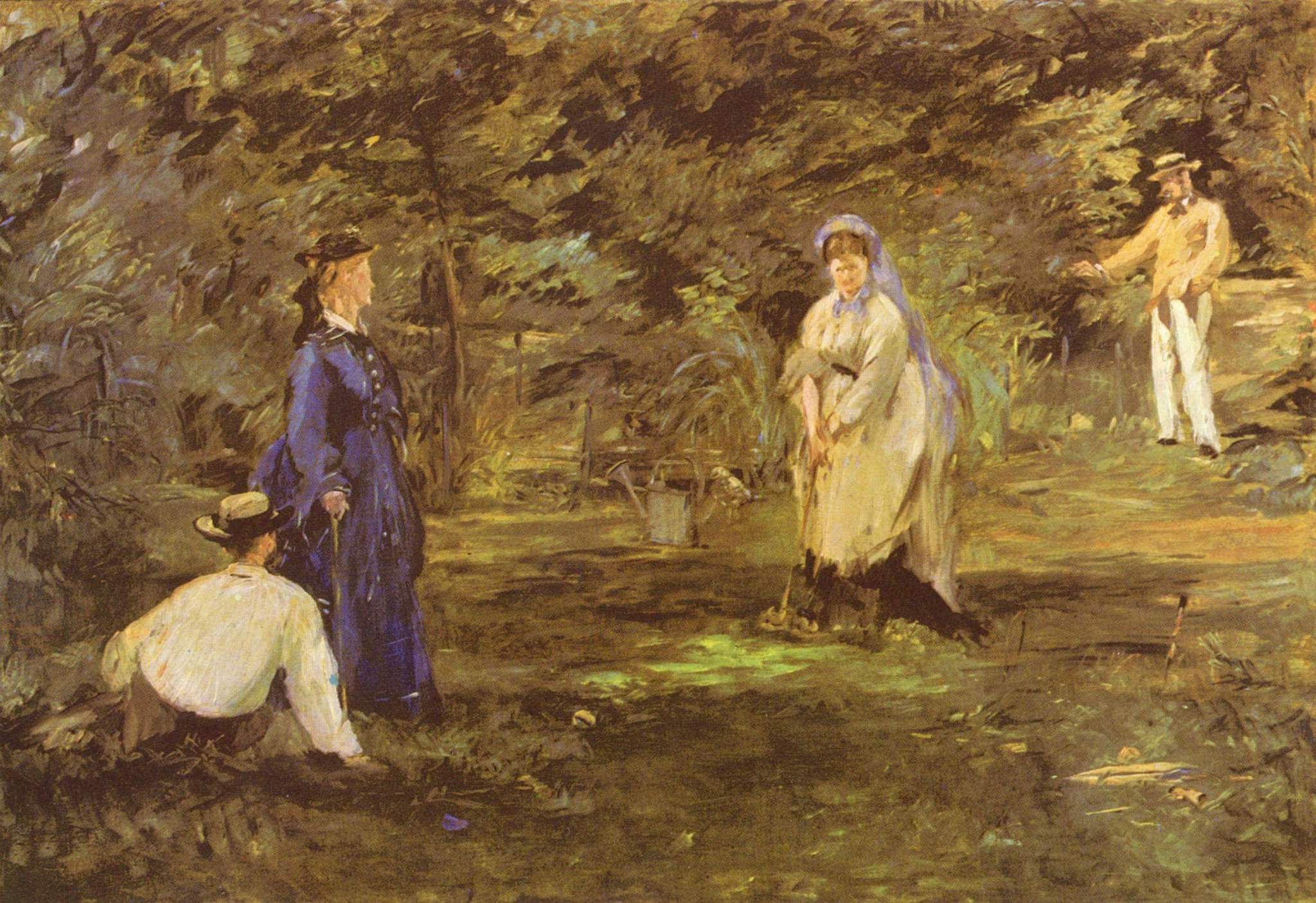
Едуар Мане, «Крокетна партія», 1873

Крокет (фр. Croquet) — спортивна гра. Кожний з учасників команди ударами молотка по дерев'яній кулі намагається швидше провести її через відповідно поставлені на майданчику ворота.
Ще в XVII столітті гра крокет (від французького слова crochet — гачок) була найулюбленішим дозвіллям французів. В інших європейських країнах, і особливо в Англії, крокет набув поширення через 200 років. Полюбивши цю азартну гру, англійці почали створювати клуби і розробили певні правила для гравців, згідно з якими стали організовувати змагання. Перший відкритий чемпіонат Англії відбувся у 1867 році, а у 1900 і 1904 роках крокет включили в програму Олімпійських ігор.
За часів Другої світової війни крокет був забутий, але в наш час він знову знаходить своїх шанувальників. А от у Європі, Америці та Австралії цією грою захоплюються нітрохи не менше, ніж у теніс або гольф. Існує величезна кількість спортивних клубів, створена Всесвітня федерація крокету. Тільки на одному Туманному Альбіоні спортивних клубів для крокету налічується близько 400.
Для цієї гри потрібен рівний земляний або трав'яний майданчик шириною 13,5—45 м і довжиною 24—90 м. Діаметр куль — 8,28 см. Розмір воріт — приблизно 25 × 25 см. Але і зараз у цю гру грають англійці і французи